# Alfred Edward Taylor
Alfred Edward Taylor (Oundle, 22 dicembre 1869 – Edimburgo, 31 ottobre 1945) è stato un filosofo scozzese che insegnò filosofia morale nell’università di Saint Andrews (1908-24), poi (1924-41) in quella di Edimburgo .
Alfred Edward Taylor racconta che fin dai primi passi della sua riflessione filosofica era ossessionato dal problema di quale fosse il principio per una reale distinzione tra il bene e il male nel timore che ogni differenza fosse da riportare a criteri puramente soggettivi. Dopo aver cercato la soluzione nello studio di George Berkeley, Platone, Aristotele, Kant, Hegel, dei grandi filosofi del Seicento, e, dei contemporanei, Thomas Hill Green, Francis Herbert Bradley, Bernát Alexander, James Ward e Bernardino Varisco  Taylor giunse alla convinzione che l'etica, dove agisce spesso il conflitto tra altruismo e egoismo, deve essere del tutto autonoma dalla metafisica trovando il suo fondamento:
Interessato soprattutto allo studio dei filosofi antichi fu in questo campo che Taylor fu particolarmente apprezzato dagli ambienti filosofici inglesi (Aristotle and his predecessors, 1906; The influence of platonism in our debt to Greece and Rome, 1925; Plato, the man and his work, 1927; trad. it. Platone, l’uomo e l’opera; A commentary on Plato’s Timaeus, 1928).
Nell'ambito della questione socratica l'opera di Taylor è stata riferita a quegli studiosi che vedono in Socrate l'anticipatore delle teorie platoniche. In particolare Taylor aderì al neoplatonismo inglese  e alle posizioni religiose del cattolicesimo attraverso la ripresa dei temi della scolastica nel neotomismo del '900 .

## Opere principali
- The problem of conduct, 1901;
- Elements of metaphysics 1903;
- Aristotle and his predecessors, 1906;
- The influence of platonism in our debt to Greece and Rome, 1925;
- Plato, the man and his work, 1927; trad. it. Platone, l’uomo e l’opera;
- A commentary on Plato’s Timaeus, 1928;
- The problem of evil, 1929;
- Philosophical studies, 1934;
- Does God exist?, 1943;
- Christian hope of immortality (postuma, 1947).